# Badly Drawn Boy
Badly Drawn Boy (настоящее имя — Дэймон Гоф, англ. Damon Gough — род. 2 октября 1969 года в Болтоне, Англия) — британский автор-исполнитель, получивший широкую известность в 2000 году, когда его дебютный альбом The Hour of Bewilderbeast (#13 UK Albums Chart) при единодушной поддержке музыкальной критики получил престижную Премию Mercury.
В 2001 году писатель Ник Хорнби предложил Гофу написать музыку к фильму About a Boy по мотивам своего романа. Год спустя Гоф выпустил одноимённый альбом-саундтрек (#6, UK), из которого вышли 3 сингла. На последующие альбомы — Have You Fed the Fish? (2002), One Plus One Is One (2004) и Born in the U.K. (2006) — реакция критики была неоднозначной, но все они входили в британский Top 20.

## Дискография
- The Hour of Bewilderbeast (2000)
- About a Boy (2002, звуковая дорожка к одноимённому фильму)
- Have You Fed the Fish? (2002)
- One Plus One Is One (2004)
- Born in the U.K. (2006)
- Is There Nothing We Could Do? (2009)
- It's What I'm Thinking Pt.1 – Photographing Snowflakes (2010)
- Being Flynn (2012, звуковая дорожка к одноимённому фильму)